# Sliporod, Hluhiv
Sliporod (în ucraineană Сліпород) este un sat în orașul regional Hluhiv din regiunea Sumî, Ucraina.

## Demografie
Componența lingvistică a localității Sliporod
     Ucraineană (94,14%)
     Rusă (5,52%)
Conform recensământului din 2001, majoritatea populației localității Sliporod era vorbitoare de ucraineană (94,14%), existând în minoritate și vorbitori de rusă (5,52%).